# Çaylı
Çaylı (armenisch Այգեստան Ajgestan, auch Aygestan) ist ein Dorf im Bezirk Tartar in Aserbaidschan. Der Ort in der Region Bergkarabach lag lange Zeit an der damaligen Waffenstillstandslinie zwischen de-facto unabhängigen Republik Arzach und den aserbaidschanischen Streitkräften.

## Geschichte
Das Dorf wurde 1827 von geflüchteten Armeniern aus dem iranischen Choy, die sich im Zarenreich ansiedelten, gegründet. Während der Sowjetunion war das Dorf Teil des Rajon Martakert in der autonomen Oblast Bergkarabach. Im ersten Bergkarabachkrieg floh die armenische Bevölkerung aus dem Dorf, nachdem die aserbaidschanischen Streitkräfte es eroberten. Sie gründeten eine neue Siedlung namens Nor Aygestan (armenisch: Նոր Այգեստան, de. 'Neues Aygestan', aserbaidschanisch: Mollalar) in der Nähe in der nun Provinz Martakert genannten Verwaltungseinheit der de-facto unabhängigen Republik Arzach. 95 % der Bevölkerung der neuen Siedlung kamen ursprünglich aus Çaylı. Das Gebiet wurde jedoch vor dem Krieg von Aserbaidschanern bewohnt. Das Dorf Nor Aygestan wurde nach dem zweiten Bergkarabachkrieg 2020 an Aserbaidschan abgegeben.

## Söhne und Töchter von Çaylı
- Juri Sahakjan – Armenischer Autor[1]